# Avram Grant
Pour les articles homonymes, voir Grant.
Avraham Granat, plus connu sous le nom d'Avram Grant, est un entraîneur de football israélien né le 6 mai 1955 à Petah Tikva. Il possède également la nationalité polonaise.

## Carrière

### En Israël
Il commence sa carrière d'entraîneur à 18 ans, en 1972, comme entraîneur à l'école de football de l'Hapoël Petah-Tikvah. Après 14 années à ce poste, il est promu à la tête de l'équipe première, avec laquelle il remporte notamment 2 fois la Coupe Toto (1990 et 1991). Son arrivée marque le retour du club en haut du classement du championnat d'Israël et une finale en Coupe d'Israël.
En 1991, il part au Maccabi Tel-Aviv où il remporte le Championnat d'Israël dès la première année et avec 13 points d'avance sur le deuxième. Son équipe manque le doublé Coupe-Championnat en finale de coupe face à son ancien club. Le Maccabi gagne la coupe d'Israël en 1994 et est à nouveau champion en 1995.
L'année suivante, Grant est à l'Hapoël Haïfa où il ne passe qu'une saison, finissant 4e du championnat. 
Il retourne au Maccabi Tel-Aviv de 1997 à 2000 où il remporte de nouveau la Coupe Toto en 1999.
De 2000 à 2002, il entraîne le Maccabi Haïfa durant 2 années remplies de succès avec 2 championnats d'Israël et la coupe Toto 2002 remportés.

### En Zambie
En décembre 2022, Avram Grant est nommé sélectionneur de l'équipe nationale de Zambie..

### Avec l'équipe nationale
Il devient alors sélectionneur de l'équipe d'Israël d’août 2002 à octobre 2005. Sous sa houlette, Israël manque la qualification pour la Coupe du monde 2006, sans perdre un seul match (4 victoires et 6 matches nuls). Son équipe battue pour la deuxième place à la différence de buts par la Suisse, et seulement deux points derrière la France, Grant démissionne.

### L'expérience anglaise
Lors de la saison 2006-2007, il est directeur technique de l'équipe anglaise de Portsmouth FC.
Ami personnel de Roman Abramovitch, président de Chelsea, il arrive à l'été 2007 comme directeur technique de Chelsea et remplace José Mourinho à la tête du club le 20 septembre 2007 après le départ de ce dernier. Il est assisté de Steve Clarke, entraîneur-adjoint de José Mourinho.
Avec les bons résultats de Chelsea, les dirigeants prolongent le contrat de Grant de 4 années en décembre 2007.
En février, Chelsea perd en finale de League Cup contre Tottenham Hotspur Football Club (2-1 après prolongation).
Le 20 février, un paquet suspect et des menaces de mort à caractère antisémites contre Grant entraînent l'intervention de la police anglaise.
Lors d'une fin de saison à la poursuite de Manchester United, il est nommé entraîneur du mois d'avril (notamment à la suite de la victoire 2-1 contre les Mancuniens) mais les efforts de son équipe ne suffisent pas et Chelsea finit 2e de Premier League.
Le 21 mai 2008, Chelsea est battu en finale de Ligue des champions (1-1 et 5 à 6 après les penalties) contre le rival de la saison, Manchester.
Trois jours plus tard, le club de Chelsea annonce que Grant quitte son poste d'entraîneur après discussions.
En octobre 2009, il revient en Angleterre en devenant manager du Portsmouth FC. Il a pour mission d'épauler Paul Hart pour le maintien du club en Premier League. Mission non accomplie en fin de saison, il démissionne.
En juin 2010, il s'engage à West Ham mais, à la suite de la relégation du club à la fin de la saison, il est démis de ses fonctions le 15 mai 2011.

### Partizan Belgrade
Le 13 janvier 2012, il est nommé entraineur du Partizan Belgrade alors largement en tête du championnat.
le 17 mai 2012, il quitte le Partizan Belgrade sans en préciser les raisons malgré le titre de champion.

## Palmarès
- Ligue des champions :
  - Finaliste en 2008 (Chelsea).
- Premier League 
  - Vice-champion en 2008 (Chelsea).
- League Cup :
  - Finaliste en 2008 (Chelsea).
- Championnat d'Israël :

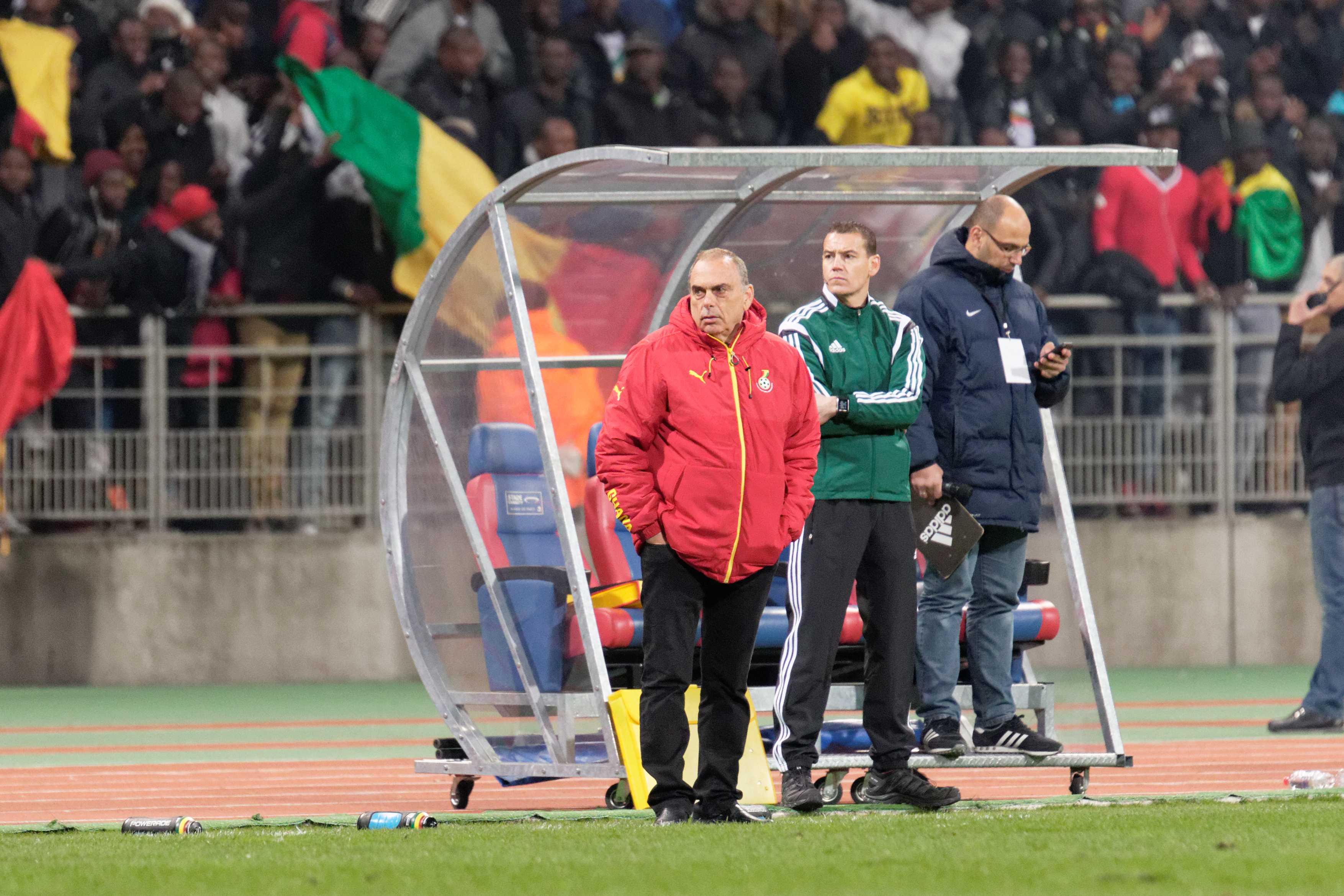
Avraham Grant lors du match amical Mali vs Ghana le 31 mars 2015.

  - 1992, 1995 (Maccabi Tel Aviv), 2001 et 2002 (Maccabi Haïfa).
- Coupe d'Israël : 
  - Vainqueur en 1994 (Maccabi Tel Aviv).
  - Finaliste en 1991 (Hapoël Petah-Tikvah), en 1992 (Maccabi Tel Aviv).
- Coupe Toto :
  - Vainqueur en 1990, 1991 (Hapoël Petah-Tikvah), 1993, 1999 (Maccabi Tel Aviv) et 2002 (Maccabi Haïfa).
- Championnat de Serbie :
  - Vainqueur en 2012 (Partizan Belgrade)
- Coupe d'Afrique des nations : 
  - Finaliste en 2015 ( Ghana).